# Cleome lutea
Espèce
Classification APG III (2009)
Cleome lutea est une espèce de plante de la famille des Capparaceae selon la classification classique, et des Cleomaceae selon la classification phylogénétique. Elle est originaire de l'ouest des États-Unis.

## Description morphologique

### Appareil végétatif
Cette plante de 45 à 150 cm de hauteur possède des feuilles composées digitées. Chaque feuille possède entre 3 et 5 folioles lancéolés, long de 2 à 6,5 cm.
Il ne faut pas confondre Cleome lutea avec Cleome platycarpa, qui a des tiges velues et des glandes sur le bout des feuilles.

### Appareil reproducteur
La floraison a lieu entre mai et septembre.
L'inflorescence est une grappe de petites fleurs jaunes à l'extrémité des tiges. Chaque fleur possède 4 pétales d'environ 6 mm de longueur et 6 longues étamines. Le fruit est une capsule mince, de 1 à 4 cm de longueur, portée au bout d'un long pétiole courbé.

## Répartition et habitat
Cleome lutea pousse dans les plaines désertiques et les vallées de basse altitude de l'ouest américain. On la trouve généralement près de points d'eau permanents ou temporaires. Son aire de répartition s'étend de l'État de Washington à la Californie à l'ouest, et à l'est du Montana au Nouveau-Mexique avec une pointe atteignant le Nebraska.